# Ondrej Jariabek
Ondrej Jariabek (20. února 1908 Kráľova Lehota – 3. února 1987 Bratislava) byl slovenský herec.
V roce 1927 absolvoval studium v učitelském ústavu ve Spišské Nové Vsi. Poté působil jako učitel v Čadci (1927–1939) a v Prešově (1939–1941). Při svém občanském zaměstnání se věnoval ochotnickému divadlu. Od roku 1941 byl členem SND (s výjimkou let 1947–1948, kdy se věnoval filmové režii). Od roku 1980 je v důchodu. V letech 1950–1953 působil jako pedagog odborného divadelního kurzu (ODK) v Bratislavě. Účinkoval v rozhlasu (sváko Ondro) i v televizi. V roce 1950 se pokusil o filmovou režii s komedií z vesnického prostředí Kozie mlieko (spolu s Bořivojem Zemanem).

## Filmografie (herec)
- 1947: Čapkovy povídky (hospodský)
- 1947: Varúj...! (kočí)
- 1948: Čertova stěna (host v baru)
- 1949: Katka (dělník v továrně)
- 1950: Priehrada (Očiak)
- 1951: Akce B (hospodský)
- 1952: Lazy sa pohli (Gábel)
- 1953: Pole neorané (Soviar)
- 1953: Rodná zem (Hrstka)
- 1953: V pátek třináctého (Rebro)
- 1956: Čert nespí (úředník)
- 1957: Poslední čarodějnice (žebrák)
- 1957: Zemanská čest (Peter Barina)
- 1958: Deštník svätého Petra (Slávik)
- 1958: Statečný zloděj (komisař)
- 1959: Kapitán Dabač (Bórik)
- 1962: Bílá oblaka (sedlák)
- 1962-1963: Jánošík I.-II. (Gajdošík)
- 1963: Ivanov (Šabelskij)
- 1966: Jeden deň pro starou paní (domácí)
- 1966: Konec srpna v hotelu Ozon (starý muž)
- 1966: Mistr kat (Findo)
- 1968: Šíleně smutná princezna (voják Václav)
- 1968: Tři svědkové (sluha Jano)
- 1968: Zběhové a poutníci (hřebenář)
- 1971: Orlí pírko (děda Šimek)
- 1977: Kamarátka Šuška (bača Fekiač)
- 1978: Nie (flašinetář)
- 1978: Zlaté časy (dědeček)
- 1980: Toto léto doma (děda Krištof)
- 1980: Živá voda (Hančin)
- 1981: Noční jezdci (Jakub Hreňo)
- 1983: Výlet do mladosti (školník)
- 1987: TV seriál Válka volů